# Brian Hyland
Brian Hyland (12 novembre 1943) è un cantante statunitense.

## Biografia
Da piccolo studia la chitarra e il clarinetto e all'età di 14 anni cofonda una band inviando una serie di nastri alle maggiori case discografiche senza ottenere successo e per ciò decide di intraprendere una carriera da solista. All'età di 16 anni ottiene il suo primo successo Itsy Bitsy Teenie Weenie Yellow Polka Dot Bikini singolo che  non solo raggiunge le vette delle classifiche americane Billboard Hot 100 ed in Germania, la terza posizione in Olanda e Norvegia e l'ottava nella Official Singles Chart ma viene anche premiato il 6 agosto dalla rivista Cash Box come uno dei migliori singoli del 1960. Successivamente passa alla ABC record per collaborare con Gary Geld e Peter Udell per i successi "Let Me Belong to You" e "I'll Never Stop Wanting You".
Ritorna al successo nel 1962 con il singolo Sealed with a Kiss raggiungendo il 3º posto nelle classifiche americane ed inglesi. Nel 2009 pubblica una trilogia di successi chiamata:Triple Threat vol. 1.

## Discografia

### Album
- 1961 - La Blonde Bashful
- 1962 - Let Me Belong to You
- 1963 - Country Meets Folk
- 1964 - Here's to Our Love
- 1966 - The Joker Went Wild
- 1967 - Tragedy
- 1967 - Years Young  Here's to Our Love
- 1969 - Stay and Love Me All Summer
- 1970 - Brian Hyland
- 1977 - In uno Stato di Bayou
- 1994 - Greatest Hits
- 2002 - Blue Christmas
- 2009 - Triple Threat vol. 1
- 2010 - Triple Threat Vol. 2
- 2011 - Triple Threat Vol. 3

### EP
- 2010 - Another Blue Christmas